# Trematopygus terebrator
Trematopygus terebrator är en stekelart som beskrevs av Hinz 1986. Trematopygus terebrator ingår i släktet Trematopygus och familjen brokparasitsteklar. Arten är reproducerande i Sverige. Inga underarter finns listade i Catalogue of Life.